# Fritz Gassmann

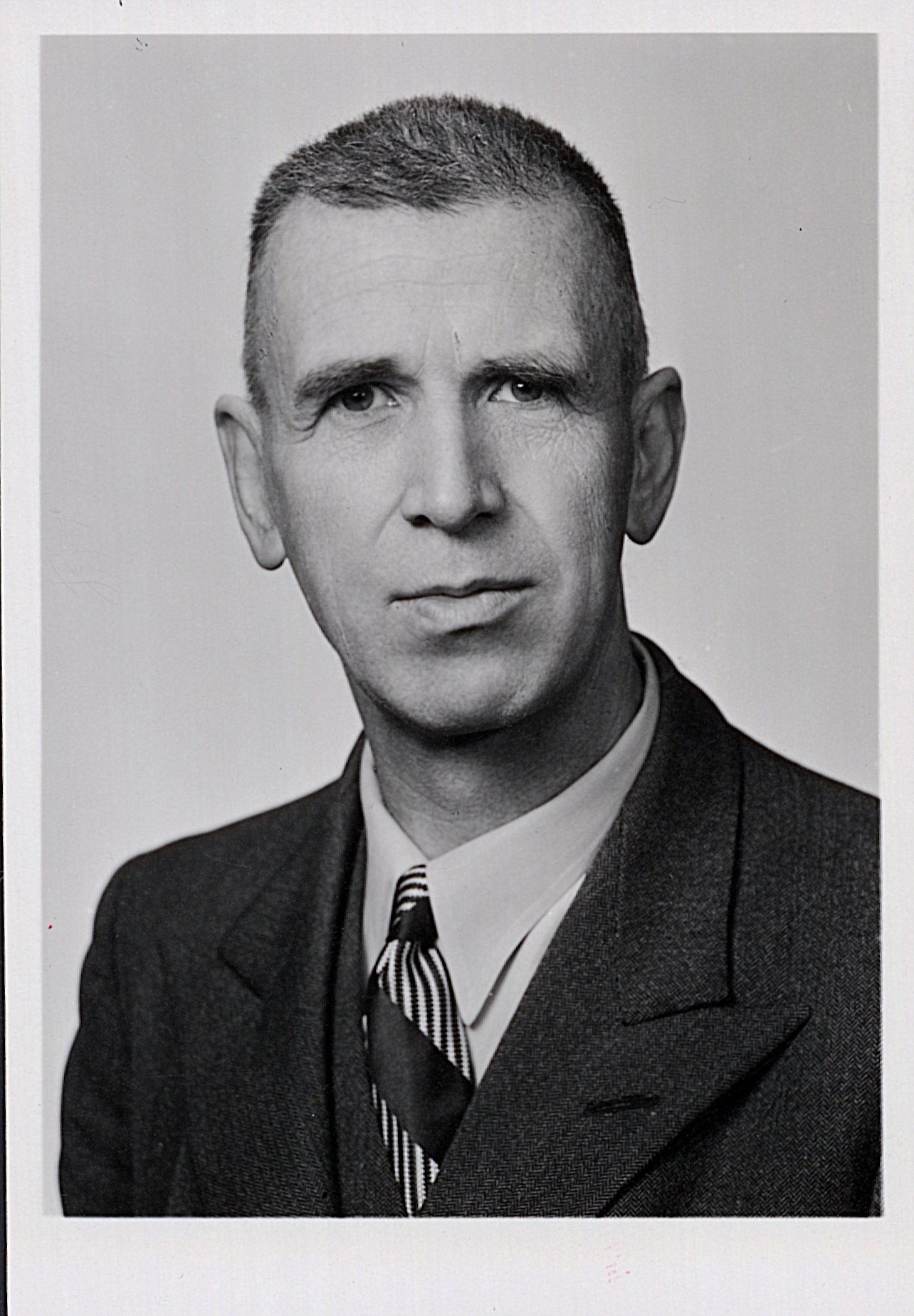
Fritz Gassmann (1951)

Fritz Gassmann (* 27. Juli 1899 in Zürich; † 9. April 1990 ebenda) war ein Schweizer Geophysiker und Mathematiker.

## Leben
Gassmann war der Sohn eines Lehrers, studierte ab 1919 an der ETH Zürich und wurde dort 1926 bei George Pólya promoviert («Über Beziehungen zwischen den Primidealen eines algebraischen Körpers und den Substitutionen seiner Gruppe»). Danach wandte er sich der Geophysik zu und war zwei Jahre Assistent für Technische Mechanik bei Ernst Meissner sowie Assistent des Schweizerischen Erdbebendienstes bei Alfred de Quervain an der Meteorologischen Zentralanstalt. 1928 habilitierte er sich in Geophysik an der ETH Zürich. Von 1928 bis 1942 war er Lehrer für Mathematik an der Kantonsschule Aarau und von 1937 bis 1942 auch Rektor. Daneben lehrte er als Privatdozent für Geophysik an der ETH Zürich. 1942 wurde er ausserordentlicher und 1952 ordentlicher Professor für Geophysik an der ETH Zürich, an der er 1942 das Institut für Geophysik gründete, in dessen Vorstand er bis 1969 war. 1957 wurde der Schweizerische Erdbebendienst dem Institut angegliedert. 1952 war er Gastprofessor an der Purdue University und 1962 an der University of Illinois.
In der Geophysik befasste er sich mit vielen Teilbereichen. Eine Gleichung für die Fortpflanzung von seismischen Wellen in porösen Medien (Gesteinen) unter Belastung ist nach ihm benannt. Dafür wurde er von der Society of Exploration Geophysicists geehrt.
In der Mathematik ist das Gassmann-Tripel (1926) nach ihm benannt (eine Gruppe G mit einer treuen Darstellung in Mengen X, Y, so dass jedes Element von G dieselbe Anzahl Fixpunkte in X und Y hat, X und Y aber nicht isomorph als G-Mengen sind). Teilweise wird es zusätzlich nach Toshikazu Sunada benannt.

## Schriften
- mit Max Weber: Einführung in die angewandte Geophysik. Hallwag, Bern 1960.
- Seismische Prospektion. Ein Lehr- und Hilfsbuch zur Auswertung von Laufzeitmessungen. Birkhäuser, Basel 1972.
- Bemerkungen zur vorstehenden Arbeit von Hurwitz (Über Beziehungen zwischen den Primidealen eines algebraischen Körpers und den Substitutionen seiner Gruppe). In: Mathematische Zeitschrift. Band 25, 1926, S. 665–675 (Gassmann-Tripel).
- Über die Elastizität poröser Medien. In: Vierteljahrsschrift der Naturforschenden Gesellschaft in Zürich. Band 96, 1951, S. 1–23 (Gassmann-Gleichung; englische Übersetzung, PDF, 187 kB).
- Elastic waves through a packing of spheres. In: Geophysics. Band 16, 1951, S. 673–685.